# Siamese kempvis
De Siamese kempvis (Betta splendens) is een populaire zoetwateraquariumvis, die behoort tot de familie Osphronemidae. Vroeger werd de vis ingedeeld bij de familie Anabantidae.

## Kenmerken
Het is een vis van gemiddeld zes centimeter lang. De vis heeft een grote, naar achter geplaatste rugvin. De buik- en rugvin zijn langgerekt. De Siamese kempvis staat bekend om de kleuren, vaak blauw, rood of oranje, maar bijna elke denkbare kleur en kleurcombinatie kan men tegenkomen. Overigens zijn het de mannetjes die het uiterlijk schoon hebben; vrouwtjes hebben vaak simpele en kleine vinnen.

## Verspreiding en leefgebied
De vis is het beste thuis in een moessonklimaat, en komt oorspronkelijk uit de wateren rond Maleisië, Thailand en Indonesië. De soort is de nationale vis van Thailand.

## Leefwijze
De Siamese kempvis is een labyrinthvis en schuimnestbouwer. De vis haalt namelijk adem aan het wateroppervlak en slaat dat op in speciale ademhalingskamers. Met de opgeslagen lucht kan het mannetje een schuimnest maken. De betta blaast dan luchtbelletjes vlak onder het wateroppervlak. Dit lijkt erg op schuim. Vaak weven de mannetjes er ook wat planten tussendoor. Vallisneria is hier geschikt voor.
Zodra het mannetje klaar is met het bouwen van het schuimnest, kan hij gaan paaien met een vrouwtje. In een innige 'omhelzing' laat het vrouwtje haar eitjes schieten, het mannetje laat tegelijkertijd zijn zaad schieten. Zo worden de eitjes bevrucht. Zodra de eitjes bevrucht zijn, neemt het mannetje deze in zijn bek, en hangt ze tussen de luchtbelletjes in het schuimnest. De eitjes blijven hier hangen tot ze uitkomen.

## Aquarium
De Siamese kempvis is geschikt als aquariumvis, omdat hij zich gemakkelijk aan zijn omgeving aanpast. Wel is het nodig om waterplanten te hebben, omdat hij vaak de behoefte heeft om te schuilen. Iets dat onmogelijk is, is het houden van twee mannetjes in één aquarium. Ze zullen vechten totdat één het leven laat. Het wordt dan een slachtpartij, die in Oost-Aziatische landen wordt uitgebuit bij  kempvissengevechten, waarbij men wedt welk mannetje zal gaan winnen. Vroeger liet men de vissen vechten totdat één dood was. De gevechten zijn nog toegestaan, zij het met een wijziging: de vissen mogen elkaar niet meer doodvechten. Zodra een winnaar bekend is, moeten de vissen uit elkaar gehaald worden. Desondanks zal het voor de verliezende partij vaak te laat zijn.
Het is mogelijk om andere vissen in combinatie met Siamese kempvissen te houden. Bij de vissenkeuze dient er rekening mee te worden gehouden welke vissen erbij worden geplaatst. Vissen met sluierstaarten, zoals bijvoorbeeld guppymannen, zullen door een bettamannetje als concurrent gezien worden. En deze vissen zullen net zoals een mannetje van de eigen soort bevochten worden totdat één het leven laat. Vinnenbijtende vissen kunnen ook beter achterwege worden gelaten, omdat deze de vinnen van de betta zodanig kunnen beschadigen, dat de vis ernstig ziek wordt of dood gaat.
Het is een fabeltje dat een betta in een jampotje gehouden kan worden. Betta splendens stelt wel degelijk eisen aan de minimummaten van het aquarium. Gaat het om alleen één mannetje of alleen een vrouwtje, dan voldoet een aquarium van 54 liter (60 × 30 × 30 cm). Een harem (één man plus twee of drie vrouwtjes), vereist een grotere bak: een aquarium van minstens 120 liter (80 × 40 × 40 cm); dit is echter nog aan de krappe kant, er moet hier ook rekening gehouden worden met het feit dat kempvissen maar één of twee keer per jaar paren. Als het geen paartijd is, is de kans dus groot dat het mannetje de vrouwtjes aanvalt, of beide vrouwtjes achter het mannetje aangaan. Een aquarium van 180 liter (100 × 40 × 50 cm) wordt pas interessant. De reden dat het aquarium deze afmetingen moet hebben, ligt in de agressieve aard van de vis. Een mannetje is ook agressief tegenover de vrouwtjes en in een te klein aquarium kan dit het leven van de vrouwtjes kosten.